# Nemzetközi Légi Szállítási Szövetség
A Nemzetközi Légi Szállítási Szövetség (rövidítve IATA, amely betűszó, az International Air Transport Association rövidítése) a légitársaságokat tömöríti, székhelye Montréal. A légitársaságok speciális mentességet kaptak az áraik megbeszélésére az IATA-n keresztül. A szervezetet ezért többször támadták, hogy kartellt alkot, több diszkont légitársaság nem is teljesjogú IATA-tag.
A légiközlekedés gördülékeny biztosításához, a számítógépes rendszerek (például a helyfoglalás) összehangolt működéséhez elengedhetetlenek az egyértelmű azonosítók.
Az IATA egyik feladata a légiközlekedési kódok meghatározása és karbantartása. Így ez a szervezet tartja nyilván:
- a 3 betűs helyszínkódokat – (például BUD – Budapest Liszt Ferenc nemzetközi repülőtér) főként repülőterek jelölésére, de vasútállomásokat és egyéb helyszíneket is kódol.
- a 2 betűs légitársaságkódokat – (például MA – Malév) a légitársaságok azonosítására világszerte.
- a könyvelési vagy előtétkódokat – (például 182 – Malév) a légitársaságok dokumentumainak (jegyek, szállítási jegy stb.) számozására.

Az ICAO (International Civil Aviation Organization, Nemzetközi Polgári Repülési Szervezet) ugyancsak meghatároz és fenntart kódokat a fenti célokra.
Az IATA egy kereskedelmi szervezet, míg az ICAO az ENSZ egyik ügynöksége.
Egységesítette a nyomtatványokat, meghatározott és működtet egy egységes díjszabási rendszert.

## Külső hivatkozások
- IATA Hivatalos lapja
- Helyszín-kód kereső az IATA oldalain
- Database with extended seach functionality
- Repülőtér-kódok keresése, távolságok repülőterek között